# Marija Sotskova
Marija Romanovna Sotskova (in russo Мария Романовна Сотскова?; Reutov, 12 aprile 2000) è un'ex pattinatrice artistica su ghiaccio russa.

## Biografia
Divisa fra la passione per la ginnastica ritmica e il pattinaggio artistico su ghiaccio fin dall'infanzia, Sotskova ha deciso alla fine di dedicarsi a quest'ultimo sport. Nel 2013 è medaglia di bronzo ai campionati giovanili russi dietro Serafima Sachanovič, e in seguito raggiunge la finale del Grand Prix juniores vincendo l'oro davanti alle connazionali Sachanovič ed Evgenija Medvedeva. Un infortunio al menisco le impedisce di partecipare ai Mondiali juniores di Sofia 2014.
La sua ribalta nel panorama internazionale giovanile viene preannunciata dal secondo posto ottenuto nella Finale Grand Prix juniores 2015-16, poi prende parte alle Olimpiadi giovanili di Lillehammer 2016 vincendo la medaglia d'argento e culmina la stagione laureandosi vicecampionessa mondiale juniores. 
Al passaggio alla categoria senior Sotskova cambia allenatrice e Svetlana Panova, sua prima allenatrice, viene sostituita da Elena Vodorezova in forza al CSKA Mosca. Si piazza al quarto posto agli Europei di Ostrava 2017, dietro la rientrante Carolina Kostner, ed è ottava ai Mondiali di Helsinki 2017. Vince la medaglia d'argento nella Finale Grand Prix 2017-18 davanti Kaetlyn Osmond e dietro l'inarrivabile Alina Zagitova.
Ai successivi Europei di Mosca 2018 è nuovamente quarta, ancora una volta dietro Carolina Kostner. Nel mese di febbraio partecipa alle Olimpiadi di Pyeongchang insieme alla Zagitova e alla Medvedeva, terminando ottava nel singolo. Conferma la medesima posizione ai Mondiali di Milano 2018.
Ai campionati nazionali russi del 2019 Marija Sotskova tocca il punto più basso della propria carriera, terminando al sedicesimo posto dopo una lunga serie di errori. Inizialmente inserita fra le seconde scelte per le Universiadi invernali di Krasnojarsk 2019, alla fine subentra alle compagne Elizaveta Tuktamyševa ed Evgenija Medvedeva, insieme con l'altra sostituta Stanislava Konstantinova, classificandosi solamente settima e mostrando i soliti problemi nell'effettuare alcuni salti.
Nel luglio del 2020 Sotskova ha annunciato il ritiro. Nel marzo del 2021 ha ricevuto una squalifica di 10 anni, retrodatata ad aprile, per aver fatto uso di Furosemide, una sostanza vietata, e aver falsificato un certificato medico che ne giustificava l'uso.

## Palmarès

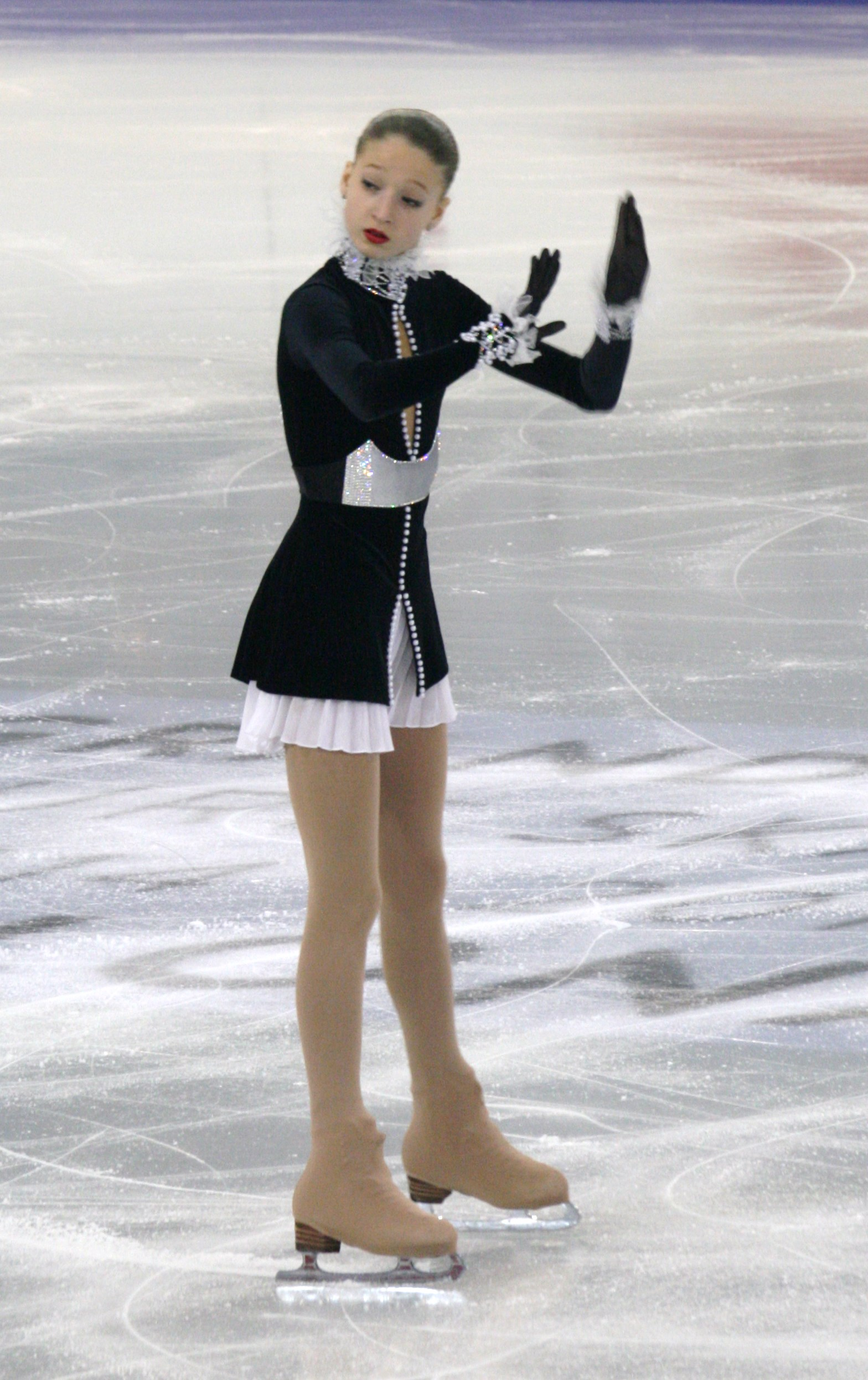
Sotskova durante la Finale Grand Prix juniores 2014-15

| Giochi olimpici invernali |    |    |    |    |    | 8º |           |     |
| Campionati mondiali |    |    |    |    | 8º | 8º |           |     |
| Campionati europei |    |    |    |    | 4º | 4º |           |     |
| GP Finale |    |    |    |    | 5º | 2º |           |     |
| GP NHK Trophy |    |    |    |    | 3º |    | 9º        |     |
| GP Skate Canada |    |    |    |    |    | 2º |           |     |
| GP Trophée de France |    |    |    |    | 2º | 2º | 7º        | 11º |
| CS Finlandia Trophy |    |    |    |    |    | 1º | R         |     |
| CS Golden Spin |    |    |    |    |    |    | 5º        |     |
| CS Nepela Trophy |    |    |    |    | 1º |    |           | 9º  |
| CS Tallinn Trophy |    |    |    | 1º |    |    |           |     |
| Denis Ten Memorial |    |    |    |    |    |    |           | 8º  |
| Shanghai Trophy |    |    |    |    |    | 3º |           |     |
| Universiadi |    |    |    |    |    |    | 7º        |     |
| Internazionali: categoria Junior |    |    |    |    |    |    |           |     |
| Giochi olimpici giovanili |    |    |    | 2º |    |    |           |     |
| Campionati mondiali |    |    | 5º | 2º |    |    |           |     |
| JGP Finale |    | 1º | 4º | 2º |    |    |           |     |
| JGP Austria |    |    |    | 1º |    |    |           |     |
| JGP Croazia |    |    | 1º |    |    |    |           |     |
| JGP Repubblica Ceca |    | 2º |    |    |    |    |           |     |
| JGP Estonia |    |    | 2º |    |    |    |           |     |
| JGP Lettonia |    | 2º |    | 1º |    |    |           |     |
| Nazionali |    |    |    |    |    |    |           |     |
| Campionati russi |    |    | 6º | 5º | 3º | 2º | 16º       | R   |
| Campionati russi juniores | 3º | 2º | 2º | 2º |    |    |           |     |
| Eventi a squadre |    |    |    |    |    |    |           |     |
| Japan Open |    |    |    |    |    |    | 2º S 6º P |     |
| GP = Grand Prix; CS = Challenger Series; JGP = Junior Grand Prix; R = Ritirata; S = Risultato della squadra; P = risultato personale |    |    |    |    |    |    |           |     |